# دوغو پرینچک
دوغو پرینچک (ترکی استانبولی: Doğu Perinçek؛ زادهٔ ۱۷ ژوئن ۱۹۴۲) سیاست‌مدار اهل ترکیه است. وی از ۲۰۱۵ دبیرکل حزب وطن، حزب ملی‌گرای چپ در ترکیه است